# Liste der KTM-Motorräder
Diese Liste der KTM-Motorräder ist nicht alphabetisch, sondern chronologisch und nach Motortypen gegliedert. Aktuelle in Deutschland erhältliche Modelle sind mit fetter Schrift hervorgehoben. Die angegebenen Jahreszahlen dienen nur der groben Orientierung. Produktion und Vertrieb unterscheiden sich je nach betrachtetem Absatzmarkt stark und lassen sich hier nicht komplett darstellen. Diese werden, wenn genau bekannt, in den entsprechenden Artikeln erörtert.

## Supersportler und Sporttourer

1190 RC8

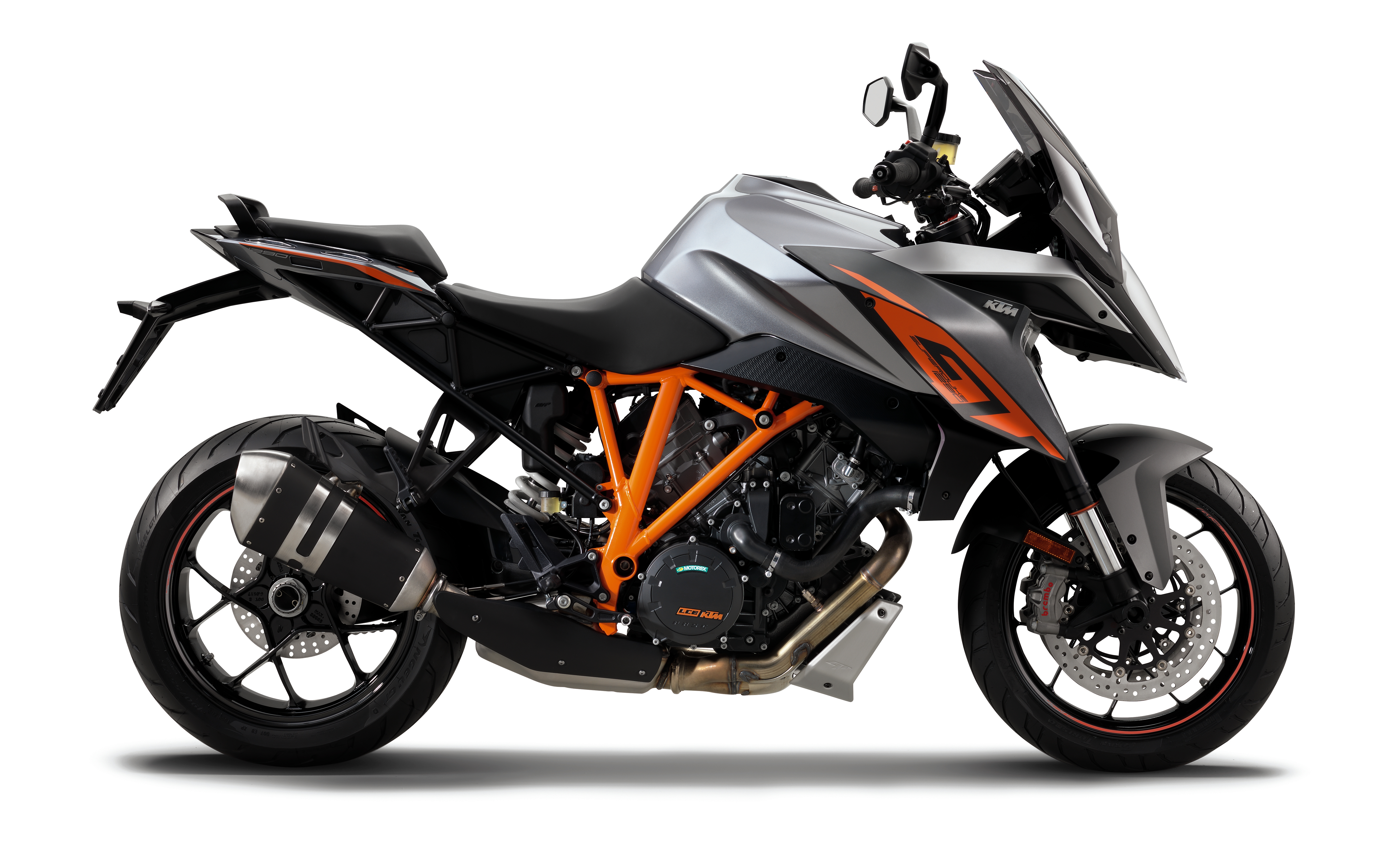
1290 Super Duke GT

- Einzylinder-4-Takt-Motor
  - RC 125 (~125 cm³, 11 kW, 135 kg – Leichtkraftrad)
  - RC 200 (~200 cm³, wird zurzeit nicht in Deutschland vertrieben)
  - RC 390 (373 cm³, 32 kW, 147 kg, Einzylindermotor der 390 Duke, es ist eine modifizierte Rennversion für den ADAC Junior Cup erhältlich, seit 2014)
- Zweizylinder-4-Takt-Reihenmotor
  - RC 8C (nicht im Bereich der Straßenverkehrs-Zulassungs-Ordnung zu betreiben)
- V2-Motor
  - 1190 RC8 (erstes Superbike von KTM, 2008–2015)
  - 1290 Super Duke GT (~1300 cm³, 127 kW, 229 kg, erster Sporttourer von KTM, seit 2015)

## Reiseenduros
- Einzylindermotor
  - 390 Adventure (seit 2021)

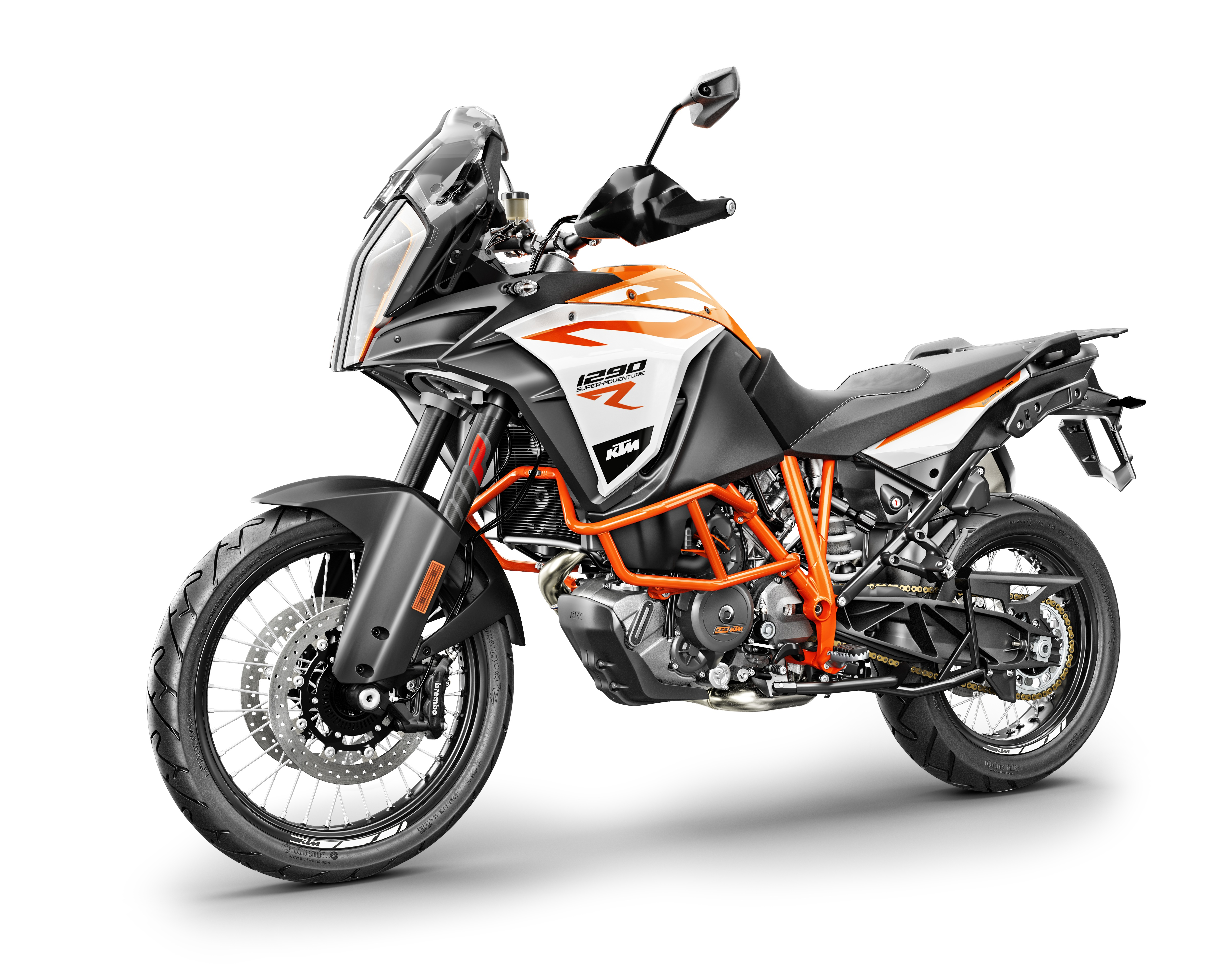
1290 Super Adventure R

  - 620 EGS-E Adventure (1997) → 640 Adventure R (1998–2000) → 640 LC4 Adventure (2001–2007)
- Zweizylinder-Reihenmotor
  - 790 Adventure
- V2-Motor
  - 890 Adventure, 890 Adventure S, 890 Adventure R, 890 Adventure R Rally (ab 2021)
  - 950 Adventure (2003–2005) → 990 Adventure (2006–2013) → 1190 Adventure (2013–2015)
  - 1050 Adventure (2015) → 1090 Adventure (1050 cm³, 92 kW, 205 kg, seit 2016), 1090 Adventure R (1050 cm³, 92 kW, 207 kg, seit 2016)
  - 1290 Super Adventure (1301 cm³, seit 2015–2016) → 1290 Super Adventure R (1301 cm³, 118 kW, 217 kg, seit 2016), 1290 Super Adventure S (1301 cm³, 118 kW, 215 kg, seit 2016), 1290 Super Adventure T (1301 cm³, 118 kW, 222 kg, seit 2016)
  - 1390 Super Adventure

## Naked Bikes

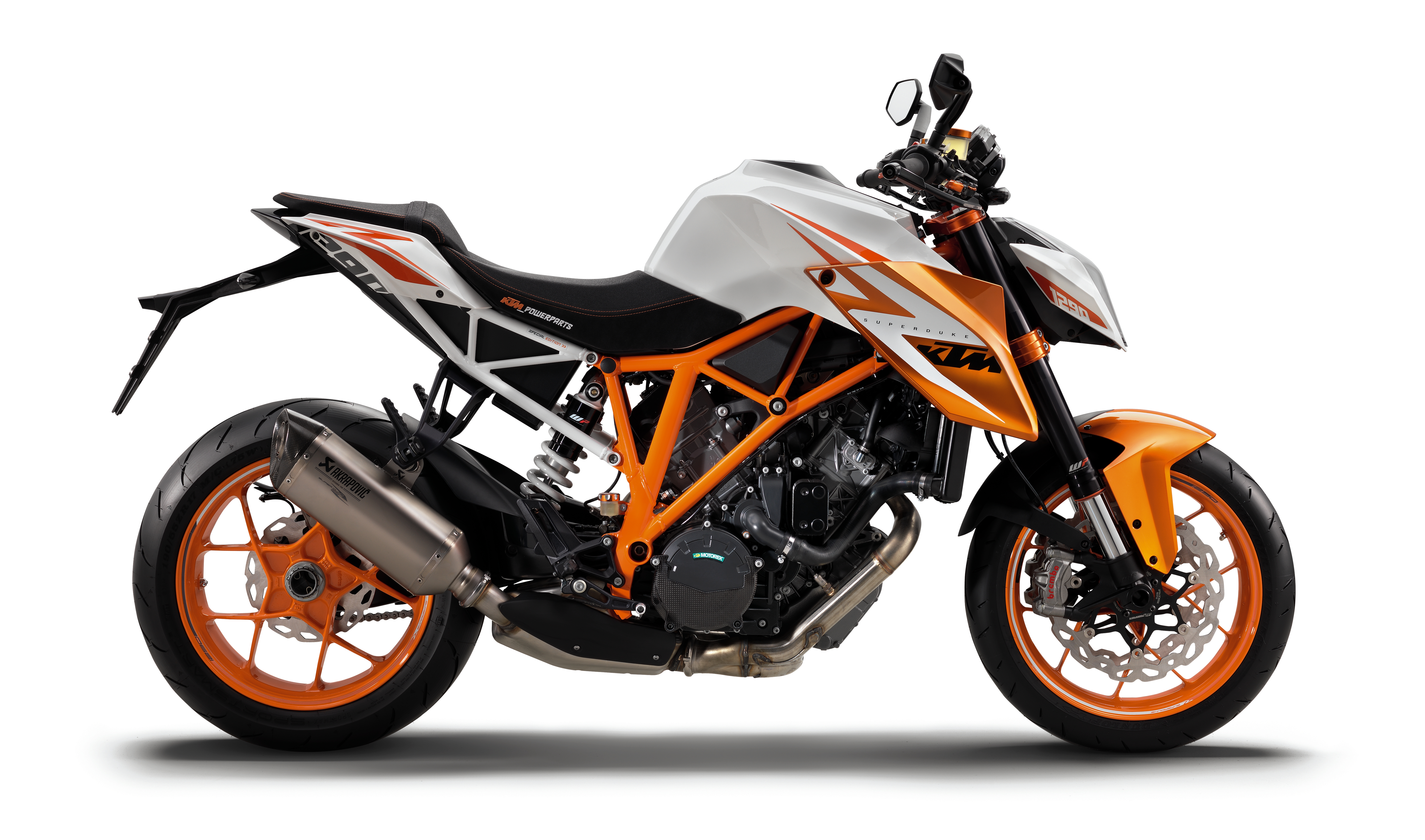
1290 Super Duke R (Special Edition)

- Einzylindermotor (Duke-Baureihe)
  - 125 Duke (~125 cm³, 11 kW, 127 kg, Leichtkraftrad, seit 2011, gefertigt bei Bajaj Auto im indischen Pune)
  - 200 Duke (~200 cm³, seit 2012, gefertigt bei Bajaj Auto im indischen Pune, wird zurzeit nicht in Deutschland vertrieben)
  - 250 Duke (~250 cm³, seit 2016, gefertigt bei Bajaj Auto im indischen Pune)[1]
  - 390 Duke (~370 cm³, 32 kW, 139 kg, seit 2013, gefertigt bei Bajaj Auto im indischen Pune)
  - Duke 400 (~400 cm³, 1994)
  - Duke 620 (~600 cm³, 1994–1999)→ 640 Duke II (1999–2006) → 690 Duke (690 cm³, 54 kW, 148,5 kg, 2008–2019), 690 Duke R (690 cm³, 55 kW, 147,5 kg, 2012–2019)
- R2-Motor (Duke-Baureihe)
  - 790 Duke (~799 cm³, 77 kW, 169 kg, von 2018 bis 2020, mit der Einführung der 890 eingestellt. Seit 2023 wieder im Programm, hergestellt in China durch den Partner CF Moto in Hangzhou[2])
  - 890 Duke (~890 cm³, 89 kW, 166 kg, seit 2020)
- V2-Motor (Super-Duke-Baureihe)
  - 990 Super Duke (2005–2013) → 1290 Super Duke R / Brabus 1300 R (~1300 cm³, 127 kW, 189 kg, 2013–2023) → 990 Super Duke 2025 (seit 2024)
  - 1390 Super Duke

## Supermoto

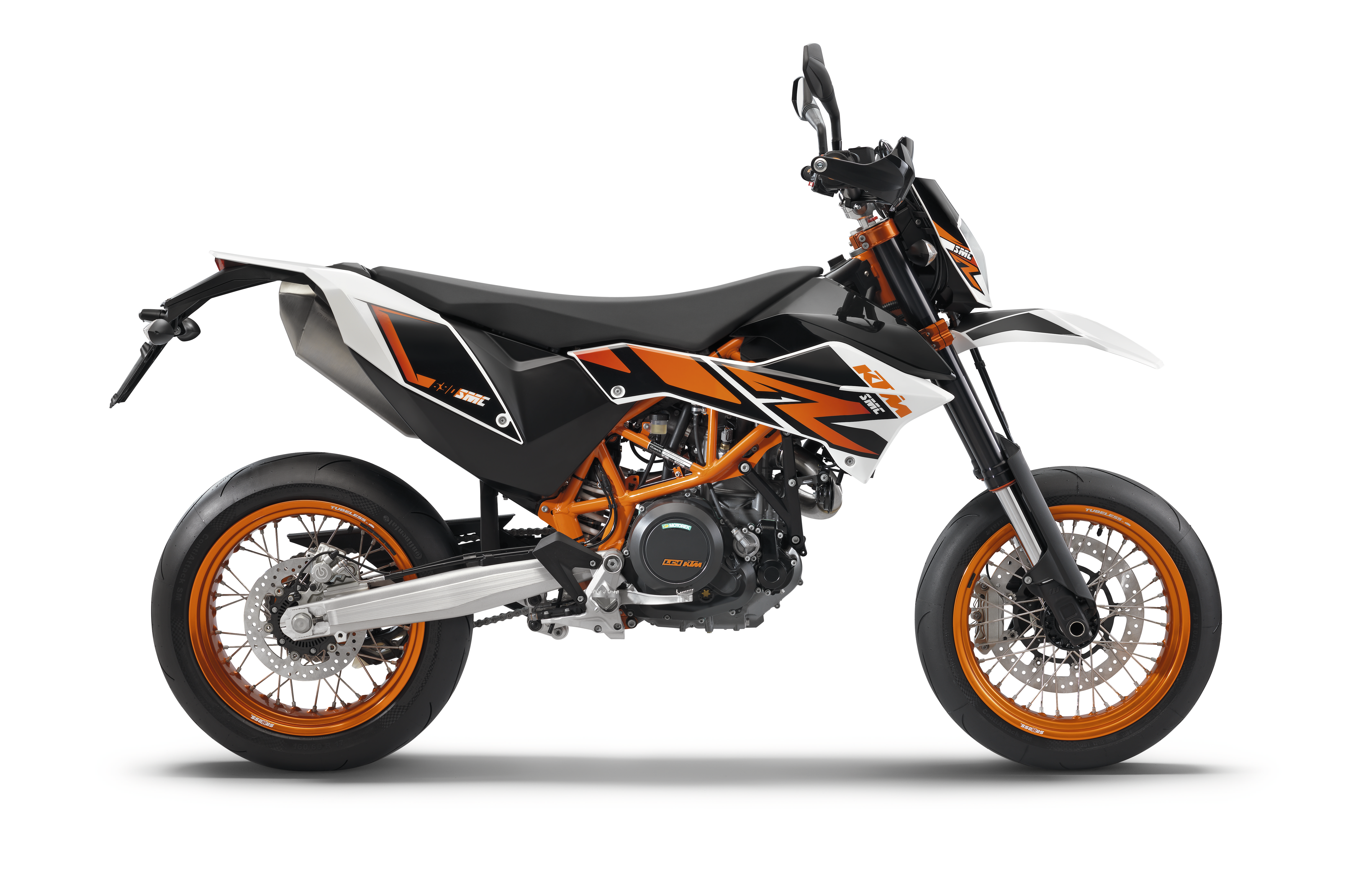
690 SMC-R

- 125 EXE
- 450 SMR
- 450 SMR
- 620 LC4 Supermoto
- 625 LC4 Supermoto
- 640 LC4 Supermoto
- 660 LC4 Supermoto
- 690 Supermoto R
- 690 SMC-R 2020 (690 cm³, Einzylinder-4-Takt-Motor, 144 kg)
- 950 Supermoto → 990 Supermoto (2008–2013)

## Straßenrennsport
(nicht im Bereich der Straßenverkehrs-Zulassungs-Ordnung zu betreiben)
- 125-cm³-Klasse: FRR 125
- 250-cm³-Klasse: FRR 250
- Moto3: RC 250 GP (2012) → RC 250 RBR und RC 250 R (2013)
- MotoGP: RC16 (~1000 cm³, V4-Motor, geplanten Start in der Saison 2017)

## Enduro

350 EXC-F

- Einzylinder-2-Takt-Motoren:
  - 125 XC-W (~125 cm³, 91 kg)
  - 150 (~150 cm³, 91,5 kg)
  - 150 XC-W (~150 cm³, 91,5 kg)
  - 125 EXC
  - 125 EXC Six Days
  - 125 LC2
  - 200 EXC
  - 250 EXC (~249 cm³, 100 kg), 250 EXC Six Days (~249 cm³, 100,5 kg)
  - 250 XC-W
  - 300 EXC (~293 cm³, 100 kg), 300 EXC Six Days (~293 cm³, 100,5 kg)
  - 300 XC-W
- Einzylinder-4-Takt-Motoren:
  - 250 EXC-F (~250 cm³, 103 kg), 250 EXC-F Six Days (~250 cm³, 103,5 kg)
  - 350 EXC-F (~350 cm³, 104 kg), 350 EXC-F Six Days (~350 cm³, 104,5 kg)
  - 400 EXC-R
  - 450 EXC
  - 450 EXC-F (~449 cm³, 106 kg), 450 EXC-F Six Days (~449 cm³, 106,5 kg)
  - 500 EXC (Offroad)
  - 500 EXC-F (~510 cm³, 106,5 kg), 500 EXC-F Six Days (~510 cm³, 107 kg)
  - 525 EXC-R
  - 530 EXC-R
  - 620 LC4
  - 620 LC4 SC
  - 640 LC4 Enduro → 690 Enduro R (690 cm³, 140 kg, StVZO-konform)
  - Militärmotorräder: 400 LS-E Military und 640 LS-E Military
- Zweizylinder-4-Takt-Motoren
  - 950 Super Enduro R (StVZO-konform)

## Motocross (Offroad)

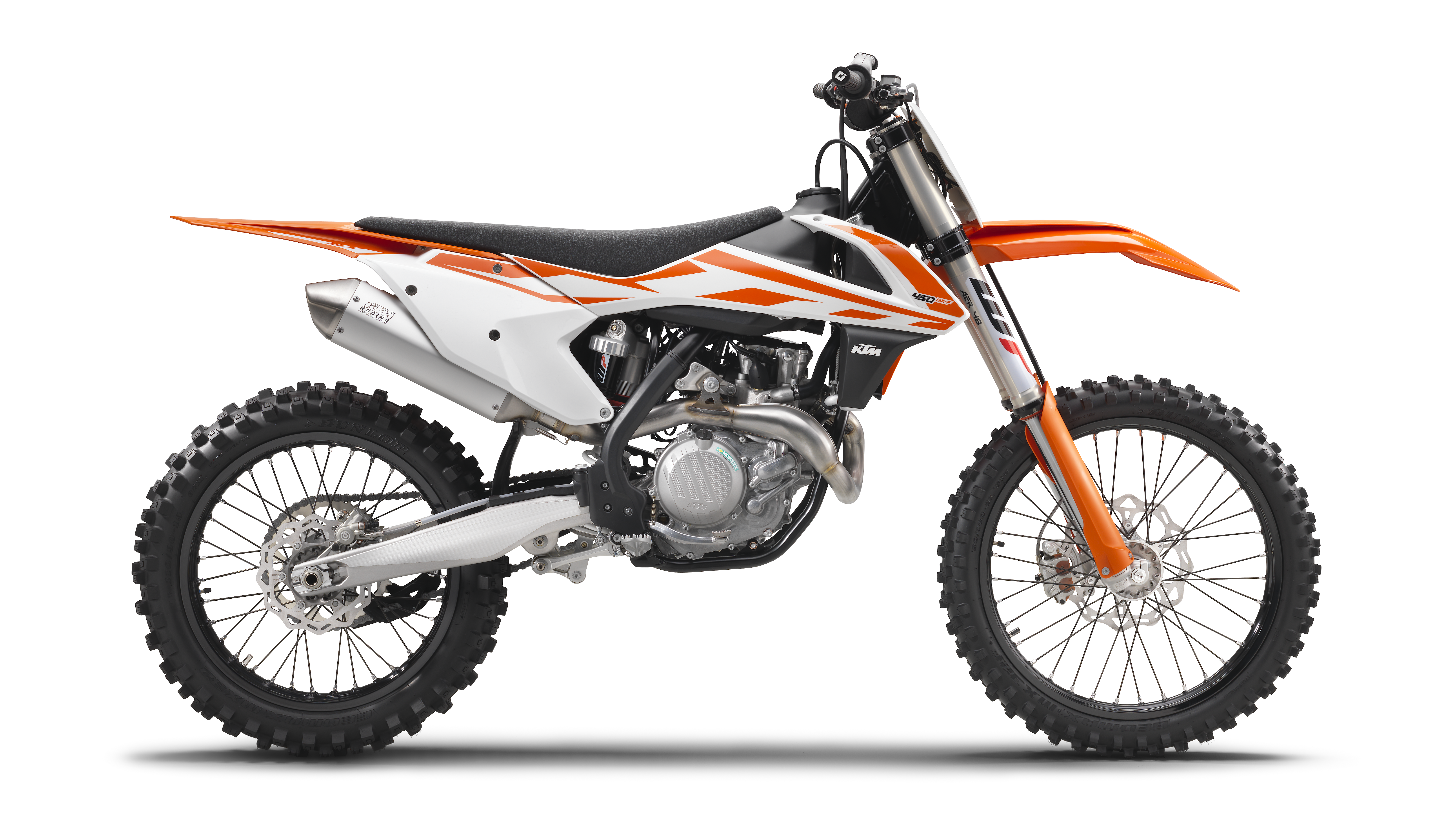
450 SX-F

- Einzylinder-2-Takt-Motoren:
  - 50 SX (~49 cm³, 41,5 kg)
  - 65 SX (~65 cm³, 53 kg)
  - 85 SX 19/16 (~85 cm³, 68,5 kg), 85 SX 17/14 (~85 cm³, 67,5 kg)
  - 125 SX (~125 cm³, 87,2 kg)
  - 125 SXS
  - 150 SX (~144 cm³, 87,2 kg)
  - 200 SX
  - 250 SX (~249 cm³, 95,4 kg)
- Einzylinder-4-Takt-Motoren:
  - 250 SX-F (~250 cm³, 98,2 kg)
  - 350 SX-F (~350 cm³, 99,8 kg)
  - 450 SX-F (~450 cm³, 100,2 kg)

### Freeride

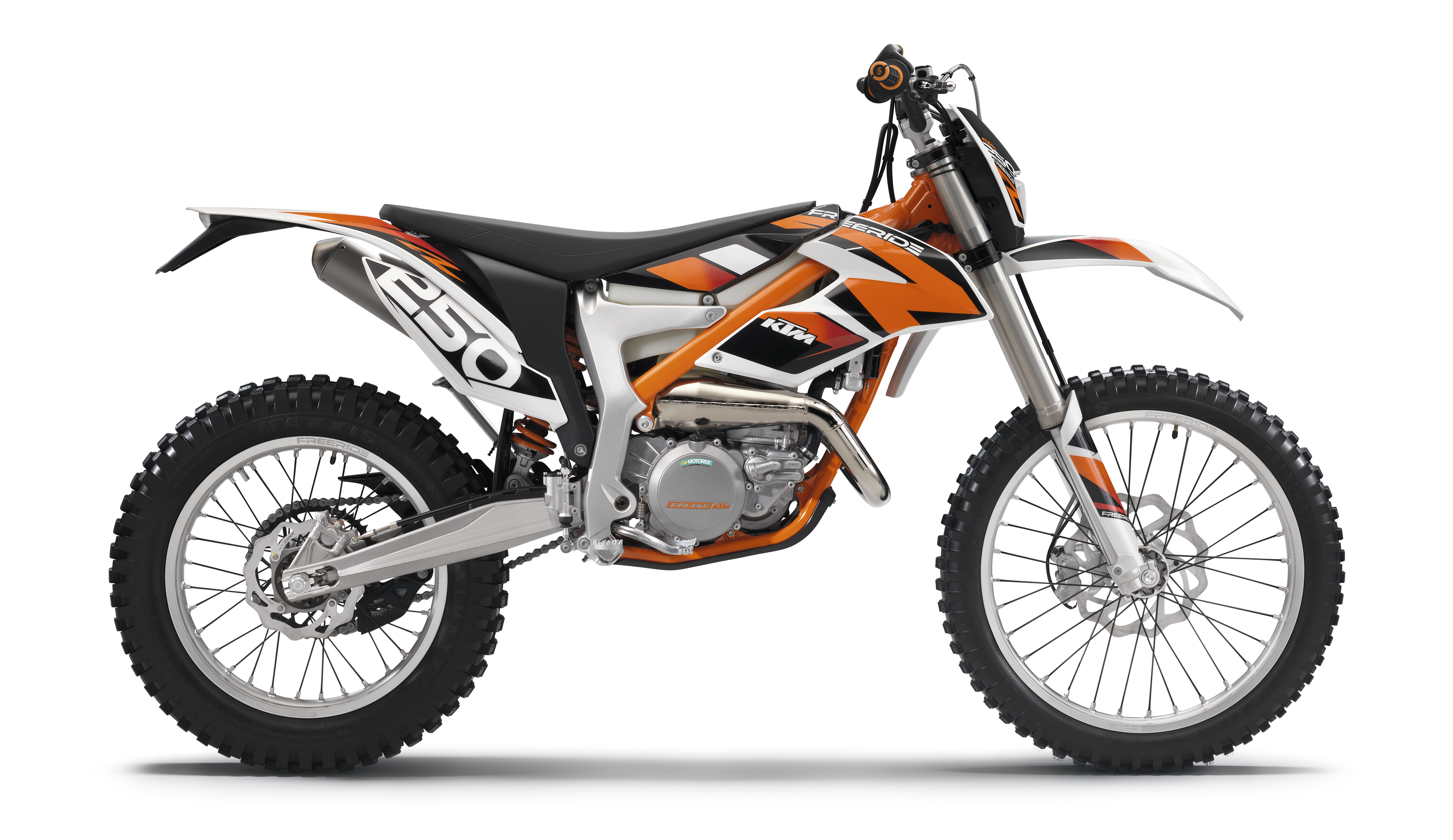
Freeride 250 R

Die Freeride-Baureihe ist die Kombination aus einer Enduro und einem Trial-Motorrad.
- Freeride 250 R (Einzylinder-2-Takt-Motor, ~249 cm³, 92,5 kg, Offroad)
- Freeride 350 (Einzylinder-4-Takt-Motor, ~350 cm³, 99,5 kg, Offroad)

### E-Ride

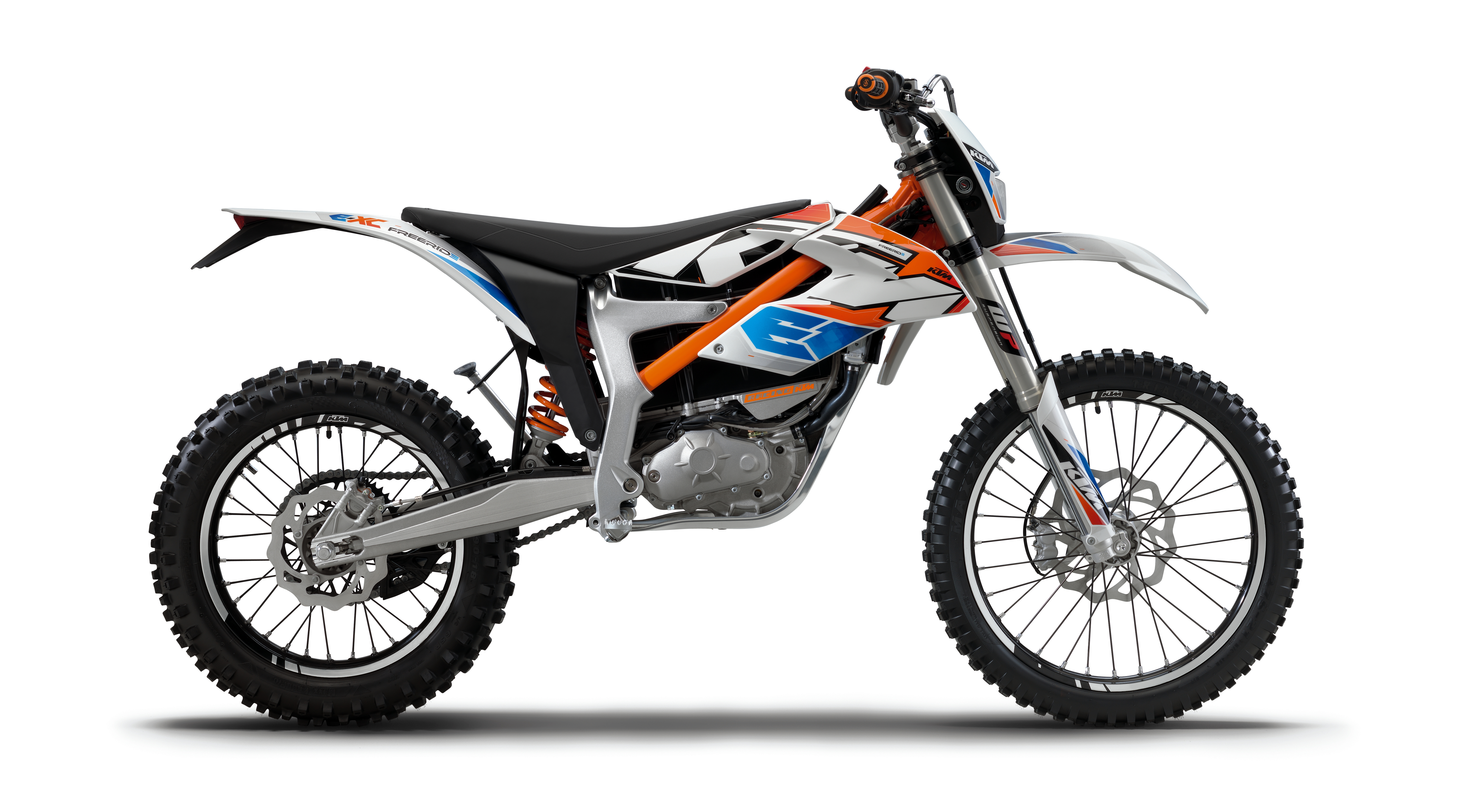
Freeride E-XC

Die elektrisch betriebenen Modelle werden von einem Permanentmagnet-Synchronmotor in Scheibenläuferbauweise angetrieben (11 kW Nennleistung bei 5500 Umdrehungen pro Minute, 16 kW Spitzenleistung bei 4500 Umdrehungen pro Minute).
- Freeride E-SX (Cross-Version, ohne Beleuchtung, 108 kg, Offroad, seit 2015)
- Freeride E-XC (Enduro-Version, mit Beleuchtung, 108 kg, seit 2015)
- Freeride E-SM (Straßen-Version, fast StVZO-konform, 108 kg, Supermoto-Version, seit 2015)